# A Dog's Will
Pour plus de détails, voir Fiche technique et Distribution.
A Dog's Will (O Auto da Compadecida) est un film brésilien réalisé par Guel Arraes, sorti en 2000.

## Synopsis
Deux brésiliens pauvres, Chicó et João Grilo, errent dans le nord-ouest du Brésil, à la recherche d'une meilleure vie.
Le film montre la pauvreté et la sécheresse du Sertão brésilien au début du XXe siècle. la violence du cangaço et la foi des pauvres sont des thématiques qui traversent le récit.

## Fiche technique
- Titre : A Dog's Will
- Titre original : O Auto da Compadecida
- Réalisation : Guel Arraes
- Scénario : Guel Arraes, Adriana Falcão et João Falcão d'après la pièce de théâtre Le Jeu de la miséricordieuse de Ariano Suassuna
- Musique : Sá Grama
- Photographie : Félix Monti
- Montage : Ubiraci de Motta et Paulo Henrique Farias
- Production : Guel Arraes
- Société de production : Globo Filmes et Lereby Productions
- Pays :  Brésil
- Genre : Comédie dramatique et fantastique
- Durée : 104 minutes
- Dates de sortie : 
  -  Brésil : 10 septembre 2000

## Distribution
- Matheus Nachtergaele : João Grilo
- Selton Mello : Chicó
- Rogério Cardoso : le père João
- Denise Fraga : Dora
- Diogo Vilela : le boulanger Eurico
- Luís Melo : le diable
- Virginia Cavendish : Rosinha
- Bruno Garcia : Vicentão
- Enrique Díaz : Cangaceiro
- Maurício Gonçalves : Jésus-Christ
- Aramis Trindade : Cabo Setenta
- Marco Nanini : le capitaine Severino de Aracaju
- Paulo Goulart : le major Antônio Moraes
- Lima Duarte : l'évêque
- Fernanda Montenegro : la miséricordieuse

## Distinctions
Le film a été nommé pour cinq Grande Prêmio do Cinema Brasileiro et en a reçu quatre : meilleur film de cinéma, meilleur réalisateur, meilleur scénario et meilleur acteur pour Matheus Nachtergaele.